# Love to Say Dada
«Love to Say Dada» (también publicado como "I Love to Say Da Da") es una pieza musical inacabada escrita y producida por Brian Wilson para la banda de rock estadounidense The Beach Boys. Cuando Wilson estaba completando su álbum solista Brian Wilson Presents Smile, reclutó a Van Dyke Parks para incluir letras y completarlas en la canción.
Al abandonar el tema infantil que se concibió por primera vez en 1967, la canción pasó a llamarse "In Blue Hawaii" en 2004, y se convirtió en el componente "agua" de la suite elements del álbum.

## Composición
Me acababa de mudar a una nueva casa en Bellagio Road en Bel Air, en marzo de 1967, y el primer día que me mudé, había un piano allí, y fui al piano y escribí [la canción]. Me senté y escribí su esencia.
Brian Wilson.

El título de la canción podría abreviarse como 'LSD' como referencia a la droga. Esta fue una tendencia de titulación utilizada durante la era psicodélica, con otros ejemplos como la canción "Love Seems Diamond" de Blues Magoos y The Trip, que tenía un subtítulo que decía: "A Lovely Sort of Death".

## Grabación
Una pista de acompañamiento casi completa titulada "Love to Say Dada" se grabó en su mayor parte de forma instrumental durante las sesiones de "Vega-Tables" a lo largo del 15-18 de mayo de 1967 en Gold Star Studios. Una sesión también se programó el 19 de mayo, pero terminó siendo cancelada. Más tarde, Wilson sobregrabaría una voz principal de jazz "wah wah hoo wah" grabada en varispeed antes de abandonar completamente estas complicadas pistas instrumentales. Durante estas sesiones de mayo, hay una toma en la que los músicos de las sesiones cierran la pista con una sección de "Child Is Father of the Man". Esta sección no aparece en ninguna versión completa de la canción, aunque Wilson la revisa más adelante durante un ensayo de piano posterior grabado en el estudio de su casa en los meses siguientes.
A favor del estilo de organización más disperso mostrado en Smiley Smile y Wild Honey (ambos de 1967), Wilson volvió a trabajar en "Love to Say Dada" un par de veces en 1967, confiando más en la voz de Beach Boys como acompañamiento instrumental en lugar del estilo de arreglos en capas Wall of Sound que se había familiarizado tanto con él. Parte de este trabajo fue lanzado más tarde en la porción de SMiLE de Good Vibrations: Thirty Years of The Beach Boys de (1993), un box set que incluía gran parte del material inédito de SMiLE. Gran parte de estas sesiones de 1967 también aparecerían en los bootlegs de SMiLE y en el lanzamiento oficial de 2011 del conjunto de cajas The Smile Sessions.
Varios meses después, los Beach Boys grabaron una pieza de un minuto de duración con voces en capas que pueden o no ser escuchadas como "water, water, water ...". Tres años más terde esta pieza se incorporó para el recién titulado y regrabado "Cool, Cool Water" última pista del álbum Sunflower (1970). Para cuando Brian Wilson regresó al proyecto Smile para su versión en 2004, solicitó al letrista Van Dyke Parks que completara la canción que ahora retitularía como "In Blue Hawaii", devolviéndolo a su arreglo original, e incluyendo el canto "water" como una introducción al resto de la pista.